# Seznam cerkva v Gorici
Seznam cerkva v Gorici.

## Seznam
| Slika                     | Ime                                      | Četrt                  | Naslov                            | Posvetitev                            | Gradnja             | Slog                                             | Arhitekt                             |
| ------------------------- | ---------------------------------------- | ---------------------- | --------------------------------- | ------------------------------------- | ------------------- | ------------------------------------------------ | ------------------------------------ |
| Klikni za spremembo slike | Cerkev sv. Ane                           | Sveta Ana              | Cossarjeva ulica, 8               |                                       |                     |                                                  |                                      |
| Klikni za spremembo slike | Cerkev sv. Andreja, apostola             | Štandrež               | Trg sv. Andreja, 1                |                                       | 1921-1923           |                                                  | Hans Pascher, Maks Fabiani           |
| Klikni za spremembo slike | Cerkev sv. Antona, novega                |                        | Svetniška ulica, 52 (Gimonov trg) |                                       | 1724                |                                                  |                                      |
| Klikni za spremembo slike | Kapela sv. Duha                          | Grad                   | Grajsko naselje, 15               |                                       | 1398-22. junij 1414 |                                                  |                                      |
|                           | Cerkev Naše Gospe Lurške                 | Ločnik                 | Ulica brigade »Campobasso«, 12    |                                       |                     |                                                  |                                      |
| Klikni za spremembo slike | Cerkev Naše Gospe usmiljenja             | Rojce                  | Puljska ulica, 20                 |                                       |                     |                                                  |                                      |
| Klikni za spremembo slike | Cerkev sv. Ignacija Lojolskega           | Center                 | Travnik                           | 1767                                  | 1654-1727           | barok                                            | Cristoph Tausch (fasada)             |
| Klikni za spremembo slike | Stolnica sv. Hilarija in Tacijana        | Center                 | Trg pred stolnico                 |                                       | 13.-20. stoletje    | baročni, gotski (apsida)                         |                                      |
| Klikni za spremembo slike | Cerkev sv. Janeza                        | Center / Judovski geto | Ulica sv. Janeza, 12              |                                       |                     |                                                  |                                      |
| Klikni za spremembo slike | Cerkev sv. Janeza od Boga in Justa       | Center                 | Oglejska ulica, 14                |                                       |                     |                                                  |                                      |
| Klikni za spremembo slike | Cerkev sv. Jožefa, obrtnika              | Stražice               | Trg miru, 1                       |                                       |                     |                                                  |                                      |
| Klikni za spremembo slike | Cerkev sv. Jurija, mučenca               | Ločnik                 | Cezarjeva ulica, 23/35            | 30. maj 1926 (Frančišek Borgia Sedej) | 1924-1926           | Neoromantika                                     | Alfredo Silvestri                    |
| Klikni za spremembo slike | Cerkev sv. Justa, mučenca                | Podgora                | Ulica sv. Justa, 11               | 1924 (Frančišek Borgia Sedej)         | 1924                |                                                  |                                      |
| Klikni za spremembo slike | Cerkev sv. Karla Boromojskega            | Na Kornu               | Semeniška ulica, 7                |                                       |                     |                                                  |                                      |
| Klikni za spremembo slike | Cerkev Marije presvete kraljice          | Svetogorska četrt      | Svetogorska ulica, 73             |                                       |                     |                                                  |                                      |
| Klikni za spremembo slike | Cerkev sv. Marije Vnebovzete             | Center                 | Trg sv. Frančiška Asiškega        |                                       | 1596                |                                                  |                                      |
| Klikni za spremembo slike | Cerkev Marijinega brezmadežnega spočetja | Center                 | Garibaldijeva ulica               |                                       | 1647-1685           |                                                  |                                      |
| Klikni za spremembo slike | Cerkev sv. Mavra                         | Štmaver                | V Vasi, 4                         |                                       | 1930                |                                                  |                                      |
| Klikni za spremembo slike | Metodistična evangeličanska cerkev       | Center                 | Diazova ulica, 18/A               |                                       | 1861-1864           | neogotika (zunanjost), eklekticizem (notranjost) |                                      |
| Klikni za spremembo slike | Cerkev sv. Pija X.                       | Pevma                  | V Kini, 16                        |                                       |                     |                                                  |                                      |
| Klikni za spremembo slike | Cerkev Povišanja križa                   | Center                 | Ulica nadškofstva, 2              |                                       |                     |                                                  |                                      |
| Klikni za spremembo slike | Cerkev sv. Roka                          | Podturn                | Trg sv. Roka                      | 1637                                  | 1624-1637           | barok, neoklasika                                | Giovanni Brisco (neoklasična fasada) |
| Klikni za spremembo slike | Cerkev sv. Silvestra, papeža             | Pevma                  | Pevma, 2                          | 1931                                  | 1924-1931           |                                                  |                                      |
| Klikni za spremembo slike | Cerkev Srca Jezusovega                   | Center                 | Ulica brigade »Casale«, 10        |                                       |                     |                                                  |                                      |
| Klikni za spremembo slike | Cerkev sv. Vida in Modesta               | Placuta                | Mali trg, 1                       |                                       |                     |                                                  |                                      |